# Langres
Langres is een stad en gemeente in het oosten van Frankrijk, ongeveer 70 km ten noorden van Dijon. Op 1 januari 2022 woonden er 7.683 mensen. De stad is de onderprefectuur van het arrondissement Langres in het departement van Haute-Marne.
Langres kent een lange geschiedenis als bisschopsstad en als vestingstad. Het is ook de geboorteplaats van Denis Diderot, de hoofdbewerker van de Encyclopédie die een mijlpaal van de Franse Verlichting zou worden.

## Geografie
De oppervlakte van Langres bedroeg op 1 januari 2022 22,33 vierkante kilometer; de bevolkingsdichtheid was toen 344,1 inwoners per km². Langres is gelegen op het Plateau van Langres waar verschillende rivieren ontspringen, zoals de Seine, de Marne, de Aube en de Maas.
De onderstaande kaart toont de ligging van Langres met de belangrijkste infrastructuur en aangrenzende gemeenten.

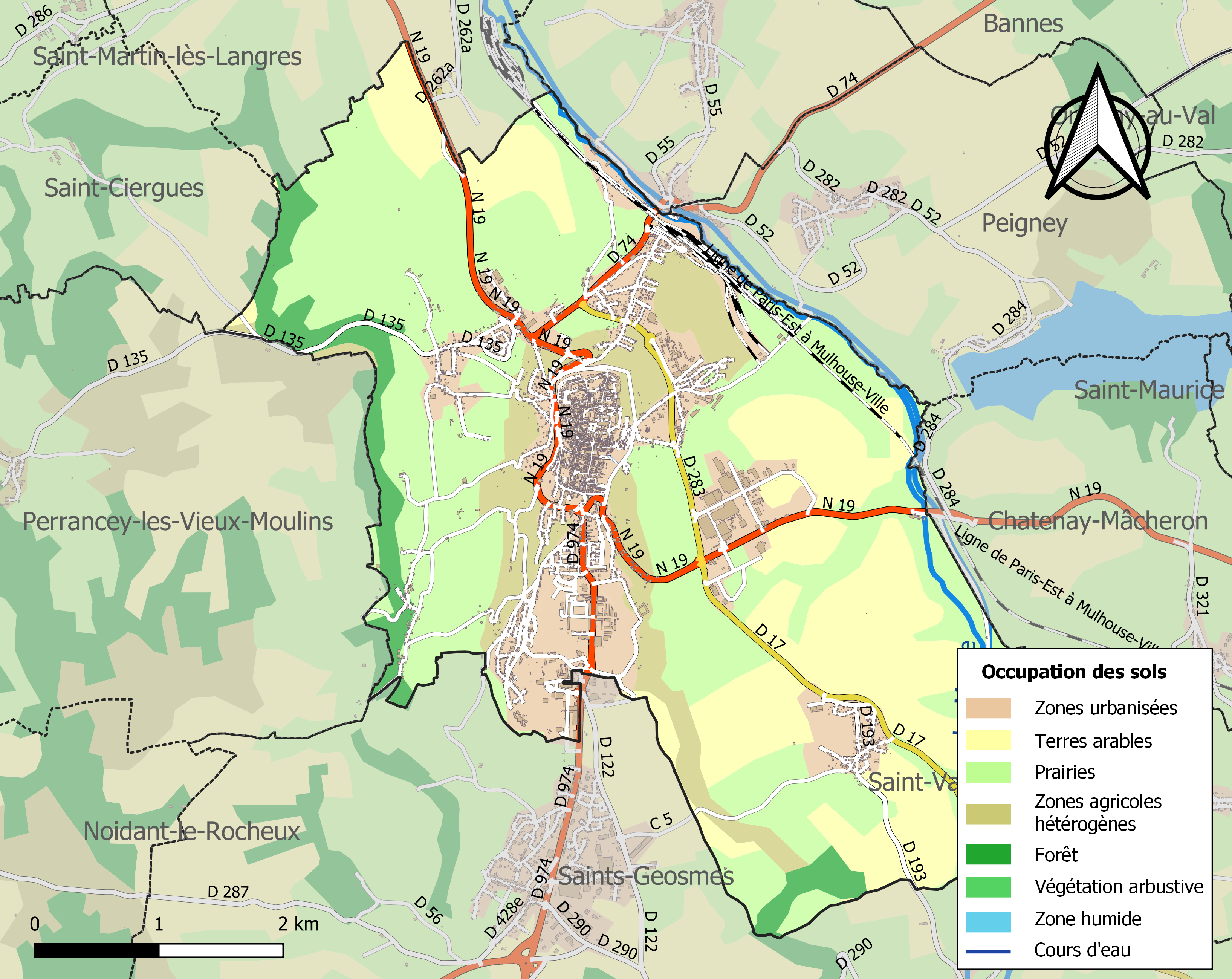

## Geschiedenis
Langres was de hoofdstad van de Keltische stam van de Lingones. Deze stam verbond zich met Rome en romaniseerde. Andematunnum, de antieke naam van Langres, vormde het centrum van de Civitas Lingonum. Andematunnum lag aan de Via Agrippa tussen Lyon en Keulen. De stad werd al tegen het midden van de 2e eeuw een bisschopszetel. Het bisdom Langres omvatte het grondgebied van de Civitas Lingonum en dit bleef zo tot het begin van de 18e eeuw. In de loop van de 3e eeuw begon de stad te krimpen en in de 4e eeuw werd de stad versterkt als reactie op barbaarse invallen.
Langres vormde een grensstad, eerst van het koninkrijk Bourgondië, vervolgens van Frankrijk. Daarom werd de stad uitgebouwd tot vesting. De bisschoppen van Langres verbonden zich met de Franse kroon om weerstand te bieden aan hun machtige buren, de graven van Champagne en de hertogen van Bourgondië. In 1216 kreeg de bisschop van Langres de titel van pair van Frankrijk en in 1354 van hertog.
Het laatste kwart van de 15e eeuw luidde een eeuw van welvaart in. Onder impuls van bisschop Claude de Longwy werd Langres een centrum van de renaissance in Frankrijk. Van het einde van de 16e eeuw tot halfweg de 17e eeuw had de stad te lijden onder oorlogsgeweld, eerst de Hugenotenoorlogen en aansluitend de Dertigjarige Oorlog. In de tweede helft van de 17e eeuw en de 18e eeuw kon de stad zich herstellen door de weergekeerde rust. Een deel van de nijverheid trok wel weg uit de stad. Langres stond bekend om zijn messenmakers. Maar deze trokken door het strikte corporatisme en de hoge belastingen weg naar Nogent en de dorpen errond.
De 19e eeuw bracht grote veranderingen. Vanaf 1840 werd de citadel van Langres gebouwd en na de Franse nederlaag in de Frans-Duitse Oorlog kwam door forten in het kader van het Séré de Rivières-systeem bij. De spoorweg die Parijs met Mulhouse verbond liep door Langres en tussen 1880 en 1907 werd het kanaal dat de Marne met de Saône verbindt, gegraven.

## Bezienswaardigheden

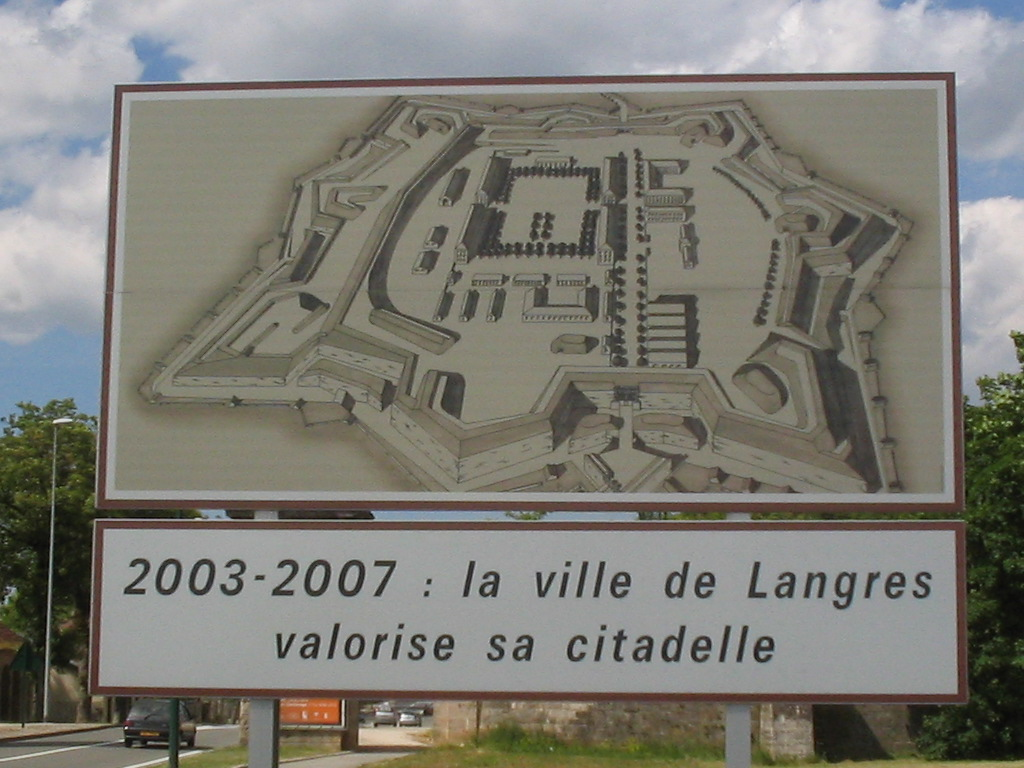
Plattegrond citadel Langres

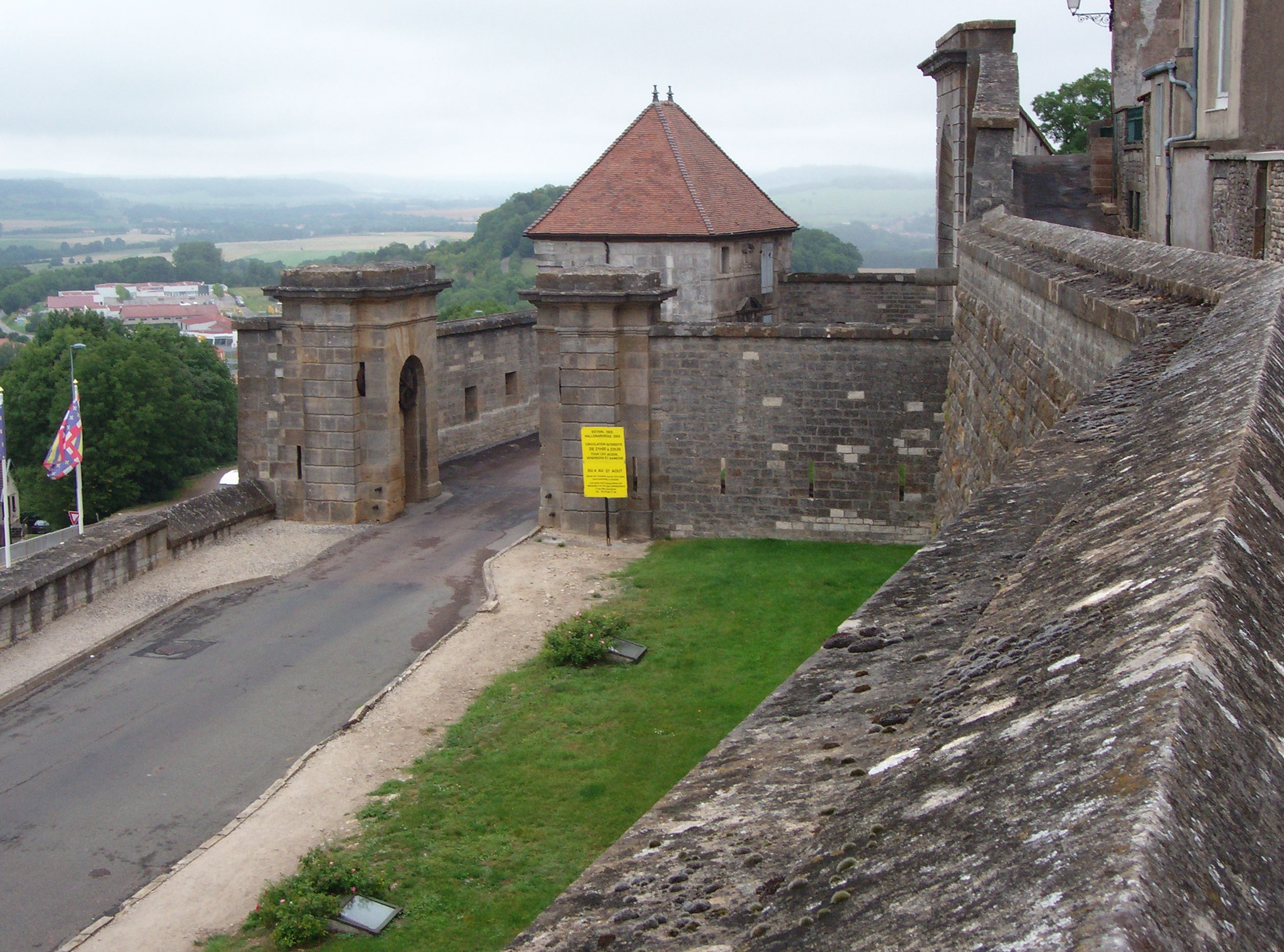
Porte de l'Hôtel de Ville

De versterkingen van Langres zijn goed bewaard gebleven. De stadsmuur heeft een lengte van 3,5 km. De versterkte binnenstad wordt omringd door 12 torens en 7 poorten uit de 14e en de 15e eeuw. Ten zuiden hiervan ligt de negentiende-eeuwse citadel waarvan de restauratie afgerond is. Poorten en torens zijn onder andere:
- Porte gallo-romaine de Langres, arc de triomphe
- Porte de l'Hôtel de Ville
- Porte des Moulins
- Porte Henri IV
- Porte des Terreaux
- Porte Boulière
- Porte Longe-Porte
- Tour de Navarre et d'Orval uit 1519
- Tour du Petit Sault uit 1521
- Tour Virot
- Tour Saint-Ferjeux, artillerietoren uit 1470
- Tour Saint-Jean uit 1538

Meer dan de helft van de gebouwen in de binnenstad dateert uit de 16e en de 17e eeuw. Bezienswaardigheden zijn:
- Stadhuis
- Kathedraal Saint-Mammès met bijhorend klooster (tegenwoordig bibliotheek), gebouwd tussen 1150 en 1196 in romaanse en gotische stijl
- Kerk Saint-Martin uit de 13e eeuw
- Kapel van de Annonciades
- Maison des Lumières Denis Diderot, gevestigd in het Hôtel de Breuil (16e en 18e eeuw)

## Verkeer en vervoer
In de gemeente ligt spoorwegstation Langres.

## Demografie
Onderstaande figuur toont het verloop van het inwonertal (bron: INSEE-tellingen).

## Geboren

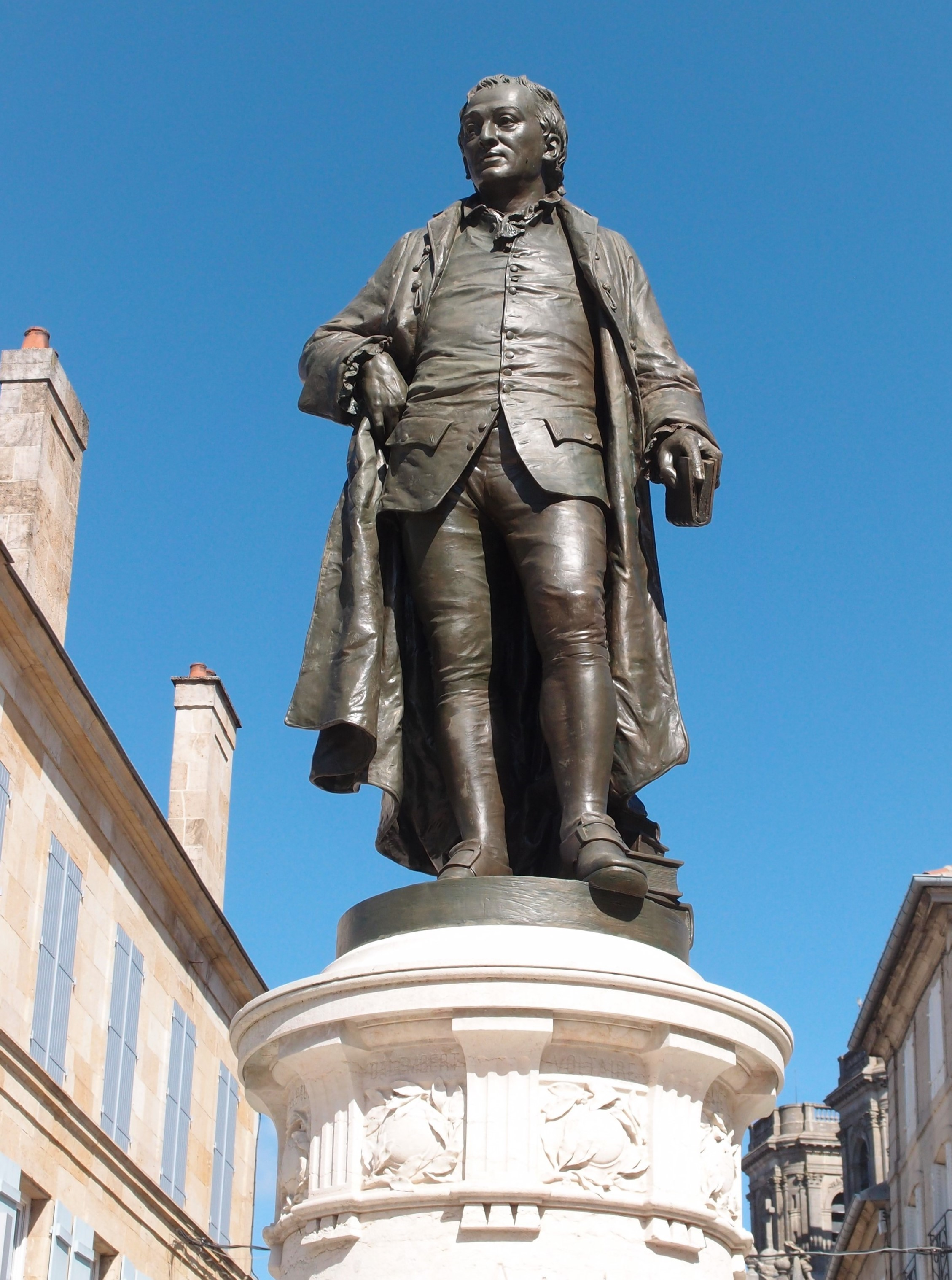
Standbeeld van Denis Diderot

- Jeanne Mance (1606-1673), een van de stichters van de Canadese stad Montreal
- Denis Diderot (1713-1784), schrijver en filosoof
- Guy Fréquelin (1945), autocoureur en teambaas van Citroën
- Régis Clère (1956-2012), wielrenner